# إسماعيل ألاساني
إسماعيل ألاساني (بالفرنسية: Ismaël Alassane)‏ (مواليد 3 أبريل 1984 في النيجر) لاعب كرة قدم نيجري دولي يجيد اللعب في خط الدفاع . يلعب لصالح نادي البسيتين البحريني .

## روابط خارجية
- إسماعيل ألاساني على موقع قاعدة بيانات كرة القدم.إي يو (الإنجليزية)
- إسماعيل ألاساني على موقع ناشيونال فوتبول تيمز (الإنجليزية)
- إسماعيل ألاساني على موقع Soccerway.com (الإنجليزية)
- إسماعيل ألاساني على موقع عالم كرة القدم.نت (الإنجليزية)